# Templo de Medford (Oregón)
El Templo de Medford, Oregón, es uno de los templos construidos y operados por la Iglesia de Jesucristo de los Santos de los Últimos Días, el número 79 construido por la iglesia y el segundo del estado de Oregón, ubicado en la milla 3900 de la avenida Grant, en Central Point, Medford, Oregón, Estados Unidos. La ubicación del templo lo sitúa a media distancia entre el templo de Oakland y el templo de Portland.

## Anuncio
La Primera Presidencia de la iglesia SUD anunció la construcción del templo en la ciudad de Fresno mediante una carta a las autoridades generales del área el 15 de marzo de 1999 y públicamente durante la conferencia general de abril de 1999. Habría transcurrido un año desde el anuncio de la iglesia de construir templos de menores proporciones. El templo de Medford es uno de los templos con esas menores proporciones.
Después del anuncio la iglesia decidió construir el templo en un terreno que la iglesia ya poseía adyacente al centro de estaca al este de la ciudad. La ceremonia de la primera palada tuvo lugar el 20 de mayo de ese mismo año, dos meses y 5 días después del anuncio oficial. Fue uno de los templos con el menor tiempo entre el anuncio oficial y la primera palada. La construcción del templo de Medford duró poco menos de un año.

## Construcción
En 1998 el entonces presidente de la iglesia Gordon B. Hinckley anunció la construcción de templos de menores proporciones, un cambio en la arquitectura tradicional de los templos de la iglesia hasta entonces. La iglesia ya había estado construyendo templos de menores tamaños a los del inicio del siglo XX incluyendo el Templo de Santiago (Chile) y el Templo de São Paulo. En comparación a los enormes templos con estilos de castillos, los templos de menores proporciones tenían diseños que recuerdan las capillas de la iglesia, constaban de dos o tres salones para las ceremonias de la investidura tenían un pináculo en vez de seis y de cuatro a cinco altares para las ceremonias matrimoniales.
El primero de este concepto de templos de aún menor tamaño fue el templo de Monticello, en Utah, construido de 6800 pies cuadrados (631,7 m²) 8 meses después del anuncio. El templo de Medford fue el número 24 construido del mismo diseño de menores proporciones a nivel mundial, con un salón de investiduras, un salón de sellamientos matrimoniales y el tradicional baptisterio. La sala de investiduras cuenta con dos salones para que la ceremonia eclesiástica ocurra de manera progresiva en dos estadios. Como todos los templos de menor tamaño, el templo de Medford no cuenta con servicio de cafetería, alquiler de ropa para el templo y lavandería para uso limitado.
El plano y el diseño del templo de Medford es el mismo, por ejemplo, del Templo de Tuxtla Gutiérrez (México) y el Templo de Fresno (California) y otros templos construidos con anterioridad.

## Dedicación
El templo SUD de la ciudad de Medford fue dedicado para sus actividades eclesiásticas en cuatro sesiones, el 16 de abril de 2000, por James E. Faust, uno de los consejeros de la Primera Presidencia de la iglesia SUD. Antes de ello, del 24 al 31 de marzo de ese mismo año, la iglesia permitió un recorrido público de las instalaciones y del interior del templo al que asistieron más de 46 000 visitantes. Unos 8000 miembros de la iglesia e invitados asistieron a la ceremonia de dedicación, que incluye una oración dedicatoria.

## Características
Los templos de la Iglesia de Jesucristo de los Santos de los Últimos Días son construidos con el fin de proveer ordenanzas y ceremonias consideradas sagradas para sus miembros y necesarias para la salvación individual y la exaltación familiar. El templo de Medford tiene un total de 994 metros cuadrados de construcción, contando con dos salones para dichas ordenanzas SUD y dos salones de sellamientos matrimoniales.
El templo de Medford es utilizado por más de 30 000 miembros repartidos en 9 estacas afiliadas a la iglesia, seis en el sur de Oregón y tres de ellas al norte de California.